# Aguntum
As ruínas de Aguntum são um antigo sítio romano no Tirol Oriental, na Áustria, situada a cerca de 4 km a leste de Lienz no vale do Drau. A cidade parece ter sido erguida para explorar as fontes locais de ferro, cobre, zinco e ouro. Durante o começo da era cristã, a cidade foi sede de um bispado, que, tendo deixado de ser uma diocese residencial, é hoje listada pela Igreja Católica como sede titular.